# One Chase Manhattan Plaza
One Chase Manhattan Plaza, ook wel 1 Chase Manhattan Plaza of Chase Manhattan Bank Building genoemd, is een wolkenkrabber in de Amerikaanse stad New York. De bouw van de toren begon op 28 januari 1957 en werd in de zomer van 1960 voltooid. Het staat op One Chase Manhattan Plaza op Liberty Street en werd gebouwd door Turner Construction.

## Ontwerp
One Chase Manhattan Plaza is 247,81 meter hoog en bevat naast 60 bovengrondse, ook 5 ondergrondse verdiepingen. Het heeft een totale oppervlakte van 213.675 vierkante meter en telt 37 liften. Het is door Gordon Bunshaft van Skidmore Owings and Merrill in de Internationale Stijl ontworpen.
Op het plaza van het kantoorgebouw vindt men het kunstwerk Group of Four Trees van Jean Dubuffet. Het plaza biedt ook plaats aan het kunstwerk Sunken Garden van Isamu Noguchi. Het gebouw zelf heeft naast de centrale kern voor de liften en de pijlers buiten de façade geen verticale steunen, waardoor de kantoorruimte vrij is van pilaren.
Het gebouw heeft meerdere prijzen gekregen, zoals de "Office of the Year Award" van het Administrative Management Magazine in 1962 en de "Silver Award" van het American Institute of Architects in 1970.